# WON Tag Team of the Year
El Wrestling Observer Newsletter (WON) Tag Team of the Year Award  es un premio entregado por la revista de lucha libre profesional Wrestling Observer Newsletter reconociendo al mejor equipo de luchadores profesionales del año.

## Ganadores
| Año  | Ganadores                                                  | Promoción perteneciente                                                      |
| ---- | ---------------------------------------------------------- | ---------------------------------------------------------------------------- |
| 1980 | The Fabulous Freebirds (Terry Gordy & Buddy Roberts)       | World Class Championship Wresling (WCCW)                                     |
| 1981 | Jimmy Snuka & Terry Gordy                                  | World Wrestling Federation (WWF)                                             |
| 1982 | Stan Hansen & Ole Anderson                                 | National Wrestling Alliance (NWA)                                            |
| 1983 | Ricky Steamboat & Jay Youngblood                           | National Wrestling Alliance (NWA)                                            |
| 1984 | The Road Warriors (Hawk & Animal)                          | National Wrestling Alliance (NWA)                                            |
| 1985 | The British Bulldogs (Davey Boy Smith & Dynamite Kid)      | World Wrestling Federation (WWF)                                             |
| 1986 | The Midnight Express (Dennis Condrey & Bobby Eaton)        | Jim Crockett Promotions (JCP)                                                |
| 1987 | The Midnight Express (2) (Bobby Eaton & Stan Lane)         | Jim Crockett Promotions (JCP)                                                |
| 1988 | The Midnight Express (3) (Bobby Eaton & Stan Lane)         | Jim Crockett Promotions (JCP)                                                |
| 1989 | The Rockers (Shawn Michaels & Marty Jannetty)              | World Wrestling Federation (WWF)                                             |
| 1990 | The Steiner Brothers (Rick Steiner & Scott Steiner)        | Jim Crockett Promotions (JCP)                                                |
| 1991 | Mitsuharu Misawa & Toshiaki Kawada                         | All Japan Pro Wrestling (AJPW)                                               |
| 1992 | Miracle Violence Connection (Terry Gordy & Steve Williams) | World Championship Wrestling (WCW)                                           |
| 1993 | The Hollywood Blonds (Steve Austin & Brian Pillman)        | World Championship Wrestling (WCW)                                           |
| 1994 | La Pareja del Terror (Eddy Guerrero & Art Barr)            | Asistencia Asesoría y Administración (AAA)                                   |
| 1995 | Mitsuharu Misawa & Kenta Kobashi                           | All Japan Pro Wrestling (AJPW)                                               |
| 1996 | Mitsuharu Misawa & Jun Akiyama                             | All Japan Pro Wrestling (AJPW)                                               |
| 1997 | Mitsuharu Misawa & Jun Akiyama (2                          | All Japan Pro Wrestling (AJPW)                                               |
| 1998 | Shinjiro Otani & Tatsuhito Takaiwa                         | New Japan Pro-Wrestling (NJPW)                                               |
| 1999 | Kenta Kobashi & Jun Akiyama                                | All Japan Pro Wrestling (AJPW)                                               |
| 2000 | Edge & Christian                                           | World Wrestling Federation (WWF)                                             |
| 2001 | Hiroyoshi Tenzan & Satoshi Kojima                          | New Japan Pro-Wrestling (NJPW)                                               |
| 2002 | Los Guerreros (Eddie Guerrero & Chavo Guerrero)            | World Wrestling Entertainment (WWE)                                          |
| 2003 | Naomichi Marufuji & KENTA                                  | Pro Wrestling NOAH (NOAH)                                                    |
| 2004 | Naomichi Marufuji & KENTA (2)                              | Pro Wrestling NOAH (NOAH)                                                    |
| 2005 | America's Most Wanted (Chris Harris & James Storm)         | Total Nonstop Action Wrestling (TNA)                                         |
| 2006 | Latin American Exchange (Homicide & Hernández)             | Total Nonstop Action Wrestling (TNA)                                         |
| 2007 | Briscoe Brothers (Jay Briscoe & Mark Briscoe)              | Ring of Honor (ROH)                                                          |
| 2008 | John Morrison & The Miz                                    | World Wrestling Entertainment (WWE)                                          |
| 2009 | The American Wolves (Davey Richards & Eddie Edwards)       | Ring of Honor (ROH)                                                          |
| 2010 | The Kings of Wrestling (Claudio Castagnoli & Chris Hero)   | Ring of Honor (ROH)                                                          |
| 2011 | Bad Intentions (Karl Anderson & Giant Bernard)             | New Japan Pro-Wrestling (NJPW)                                               |
| 2012 | Bad Influence (Christopher Daniels & Kazarian)             | Total Nonstop Action Wrestling (TNA)                                         |
| 2013 | The Shield (Seth Rollins & Roman Reigns)                   | World Wrestling Entertainment (WWE)                                          |
| 2014 | The Young Bucks (Matt & Nick Jackson)                      | New Japan Pro-Wrestling (NJPW)/Pro Wresling Guerilla y Ring of Honor         |
| 2015 | The Young Bucks(2) (Matt & Nick Jackson)                   | New Japan Pro-Wrestling (NJPW)/Pro Wresling Guerilla y Ring of Honor         |
| 2016 | The Young Bucks(3) (Matt & Nick Jackson)                   | New Japan Pro-Wrestling (NJPW)/Pro Wresling Guerilla y Ring of Honor         |
| 2017 | The Young Bucks(4) (Matt & Nick Jackson)                   | New Japan Pro-Wrestling (NJPW)/Pro Wresling Guerilla y Ring of Honor         |
| 2018 | The Young Bucks(5) (Matt & Nick Jackson)                   | New Japan Pro-Wrestling (NJPW)/Pro Wresling Guerilla y Ring of Honor         |
| 2019 | Lucha Brothers (Pentagón Jr. & Rey Fénix)                  | All Elite Wrestling (AEW)/Impact Wrestling y Lucha Libre AAA Worldwide (AAA) |
| 2020 | The Young Bucks (6)                                        | All Elite Wrestling (AEW)                                                    |
| 2021 | The Young Bucks (7)                                        | All Elite Wrestling (AEW)                                                    |
| 2022 | FTR                                                        | All Elite Wrestling (AEW)                                                    |
| 2023 | FTR                                                        | All Elite Wrestling (AEW)                                                    |

### N° de premios por empresa
| N.º | Promoción                                                              | Años                                           |
| --- | ---------------------------------------------------------------------- | ---------------------------------------------- |
| 8   | New Japan Pro-Wrestling (NJPW)                                         | 2001, 1998, 2001, 2014, 2015, 2016, 2017, 2018 |
| 8   | Ring of Honor (ROH)                                                    | 2007, 2009, 2010, 2014, 2015, 2016, 2017, 2018 |
| 7   | World Wrestling Federation / Entertainment / WWE (WWF / WWE)           | 1981, 1985, 1989, 2000, 2002, 2008, 2013       |
| 5   | All Japan Pro Wrestling (AJPW)                                         | 1991, 1995, 1996, 1997, 1999                   |
| 5   | Pro Wrestling Guerrilla (PWG)                                          | 2014, 2015, 2016, 2017, 2018                   |
| 5   | All Elite Wrestling (AEW)                                              | 2019, 2020, 2021, 2022, 2023                   |
| 4   | Jim Crockett Promotions (JCP)                                          | 1986, 1987, 1988, 1990                         |
| 4   | Total Nonstop Action Wrestling / Impact Wrestling (TNA / IW)           | 2005, 2006, 2012, 2019                         |
| 3   | National Wrestling Alliance (NWA)                                      | 1982, 1983, 1984                               |
| 2   | Asistencia Asesoría y Administración / Lucha Libre AAA Worldwide (AAA) | 1994, 2019                                     |
| 2   | Pro Wrestling NOAH (NOAH)                                              | 2003, 2004                                     |
| 2   | World Championship Wrestling (WCW)                                     | 1992, 1993                                     |